# Mastignatha flavescens
Mastignatha flavescens är en fjärilsart som beskrevs av George Francis Hampson. Mastignatha flavescens ingår i släktet Mastignatha och familjen nattflyn. Inga underarter finns listade i Catalogue of Life.